# Potamotrygon boesemani
Potamotrygon boesemani és una espècie de peix pertanyent a la família dels potamotrigònids.

## Descripció
- El mascle fa 41,3 cm de llargària màxima i la femella 42,7.
- Nombre de vèrtebres: 119-129.[4]

## Hàbitat
És un peix d'aigua dolça, bentopelàgic i de clima tropical.

## Distribució geogràfica
Es troba a Sud-amèrica: conca del riu Corantijn a Surinam.

## Observacions
És inofensiu per als humans.